# Matapalo (distrito)
Matapalo é um distrito peruano localizado na Província de Zarumilla, região de Tumbes. Sua capital é a cidade de Matapalo.

## Transporte
O distrito de Matapalo é servido pela seguinte rodovia:
- TU-106, que liga a cidade ao distrito de Pampas de Hospital
- TU-101, que liga a cidade ao distrito de Zarumilla[2][3][4]